# Akranie
Die Akranie, von (altgriechisch Ακράνια Akránia, deutsch ‚Schädellosigkeit‘), ist eine sehr seltene angeborene Entwicklungsstörung während der Embryonalentwicklung, bei welcher ein Teil der Schädelkalotte sowie der dazugehörigen Kopfschwarte fehlt.

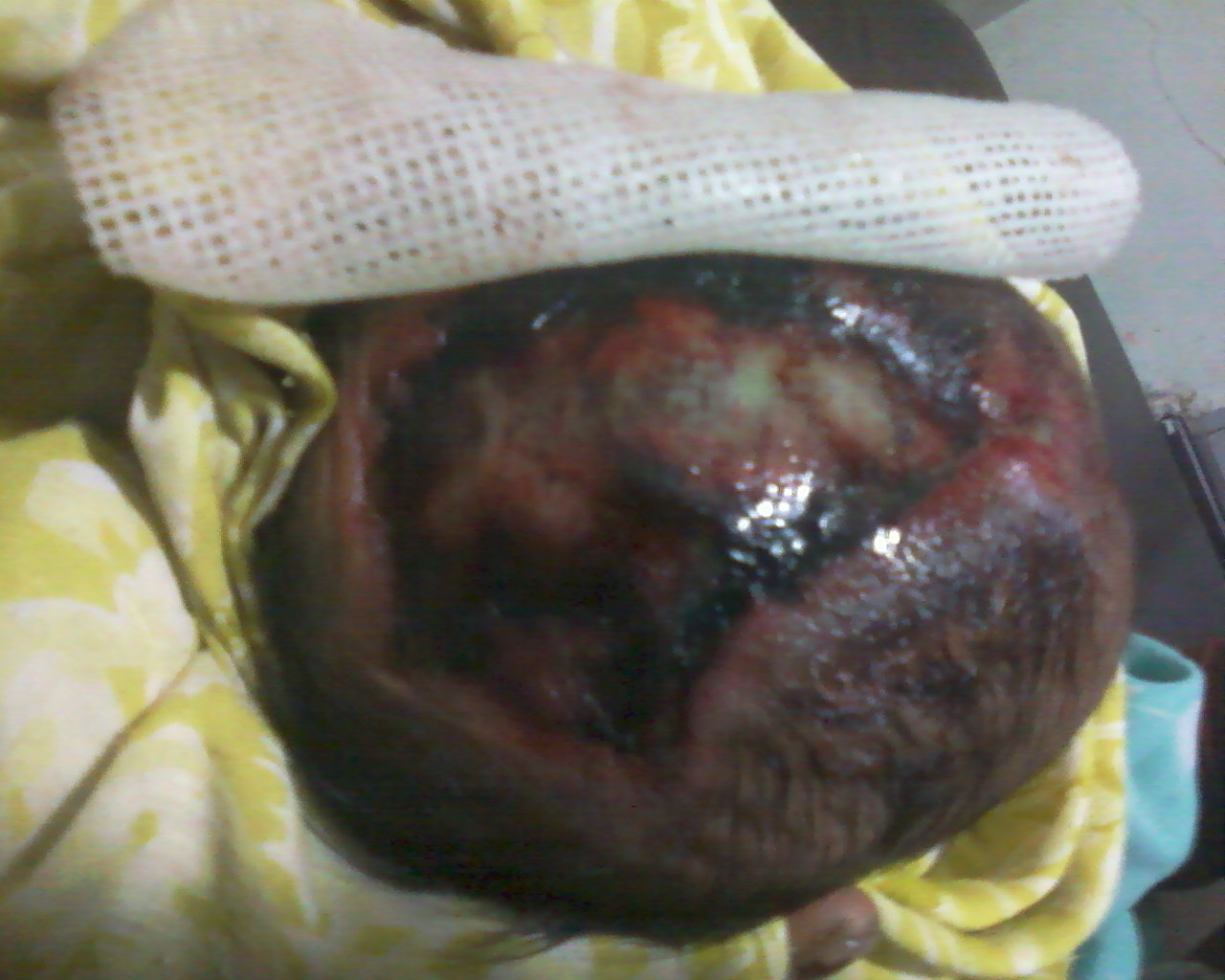
Teilweises Fehlen des Schädelknochens und der Kopfschwarte

## Verbreitung
Die Häufigkeit wird mit unter 1 zu 1.000.000 angegeben.

## Ursache
Die Akranie wird als ein Defekt angesehen, der nach der Neuralrohr-Bildung entsteht. Dabei wird eine fehlerhafte Wanderung von Gewebeteilen vermutet, so dass es zum Fehlen des Schädelknochens bei erhaltener Haut kommt.
Die Akranie soll Folge einer Reihe verschiedener Einzelursachen sein.
Von David Chitayat und Mitarbeitern wurde 1992 diskutiert, die Akranie könnte eine schwere Form einer Aplasia cutis congenita und dem Adams-Oliver-Syndrom zuzuordnen sein.

## Klinische Erscheinungen
Klinische Kriterien sind:
- Fehlen von Teilen der Kopfschwarte, des darunter liegenden Schädeldaches und der Dura mater. Es kann die gesamte obere Schädelwölbung betroffen sein.
- Schädelbasis und Gesichtsschädel sind normal.
- Fehlbildungen des Gehirnes wie Holoprosenzephalie oder Störungen der Gyrierung können vorkommen.

Je nach Ausmaß des Defektes sterben die Kinder meist kurz nach der Geburt.

## Diagnose
Bereits vorgeburtlich kann die Diagnose mittels Feinultraschall gestellt werden.
Eine Bestätigung durch Kernspintomographie zur Abgrenzung gegenüber einer Anenzephalie oder Enzephalozele wird empfohlen.

## Prognose
Akranie ist nicht behandelbar; die Überlebensdauer nach Geburt ist auf wenige Stunden bis Wochen begrenzt.